# Phường 9, Phú Nhuận
Phường 9 là một phường cũ thuộc quận Phú Nhuận, Thành phố Hồ Chí Minh, Việt Nam.
Phường 9 có diện tích 1,40 km², dân số năm 2021 là 20.047 người,  mật độ dân số đạt 14.319 người/km².
Từ ngày 1 tháng 7 năm 2025 thực hiện Nghị quyết 1685/NQ-UBTVQH15, sáp nhập 3 phường của quận Phú Nhuận là Phường 4, Phường 5 và Phường 9 thành phường Đức Nhuận. Trụ sở UBND Phường 4 trở thành Trụ sở Đảng ủy phường Đức Nhuận

## Hình ảnh

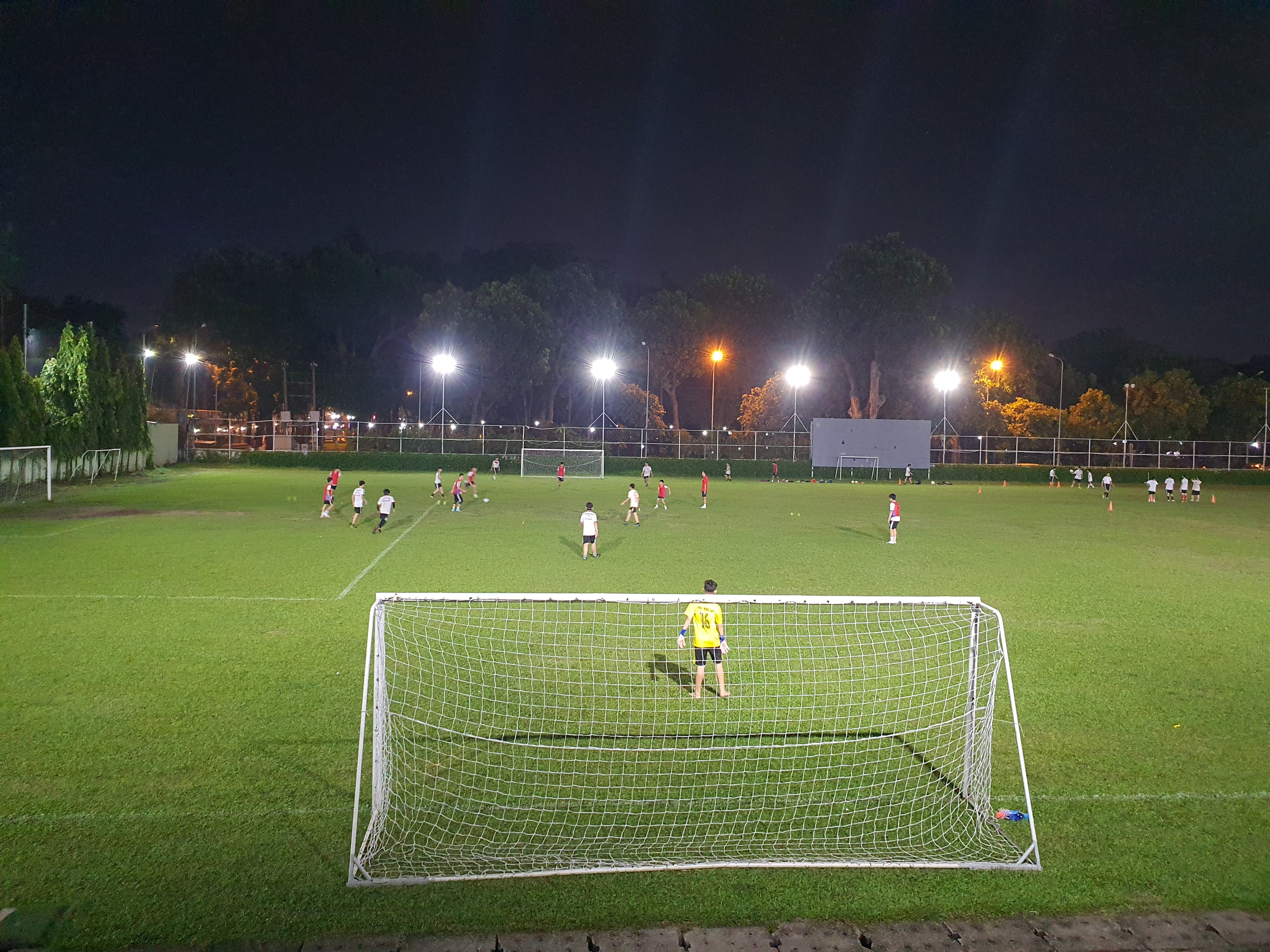
Sân đá banh ở Phường 9, Quận Phú Nhuận
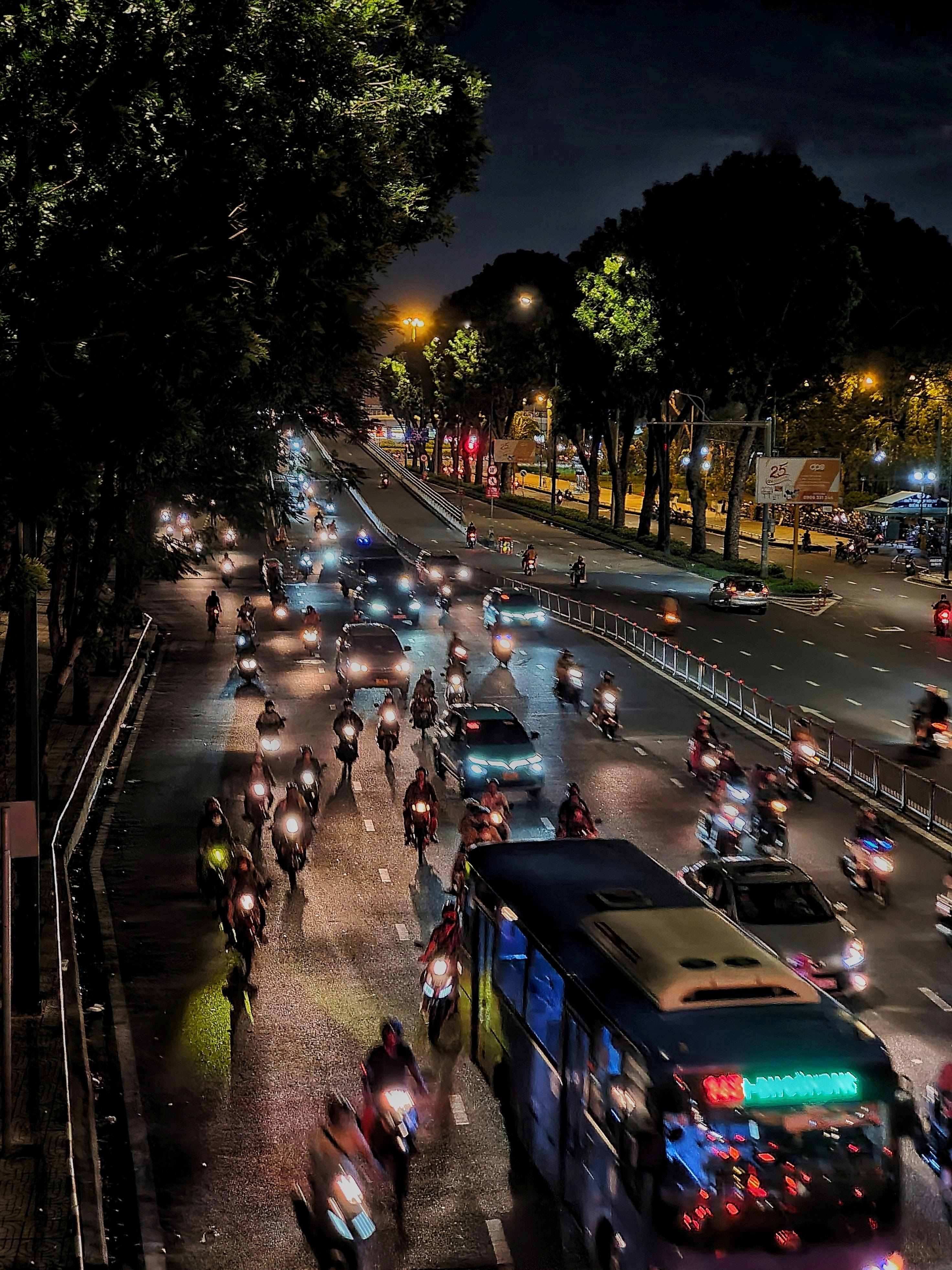
Cầu bộ hành trên đường Hoàng Minh Giám
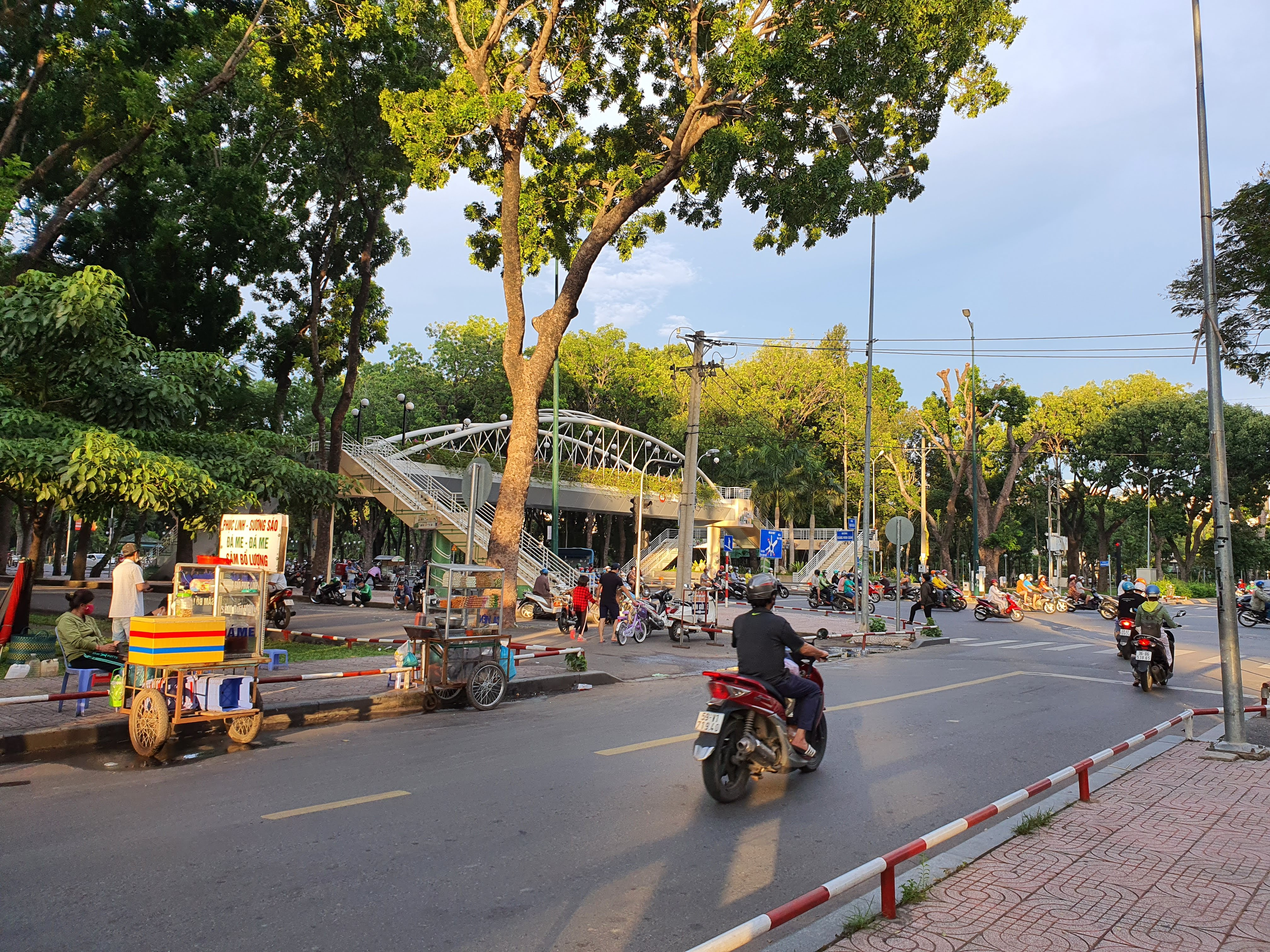
Cầu bộ hành trên đường Hoàng Minh Giám nhìn từ Công viên Gia Định
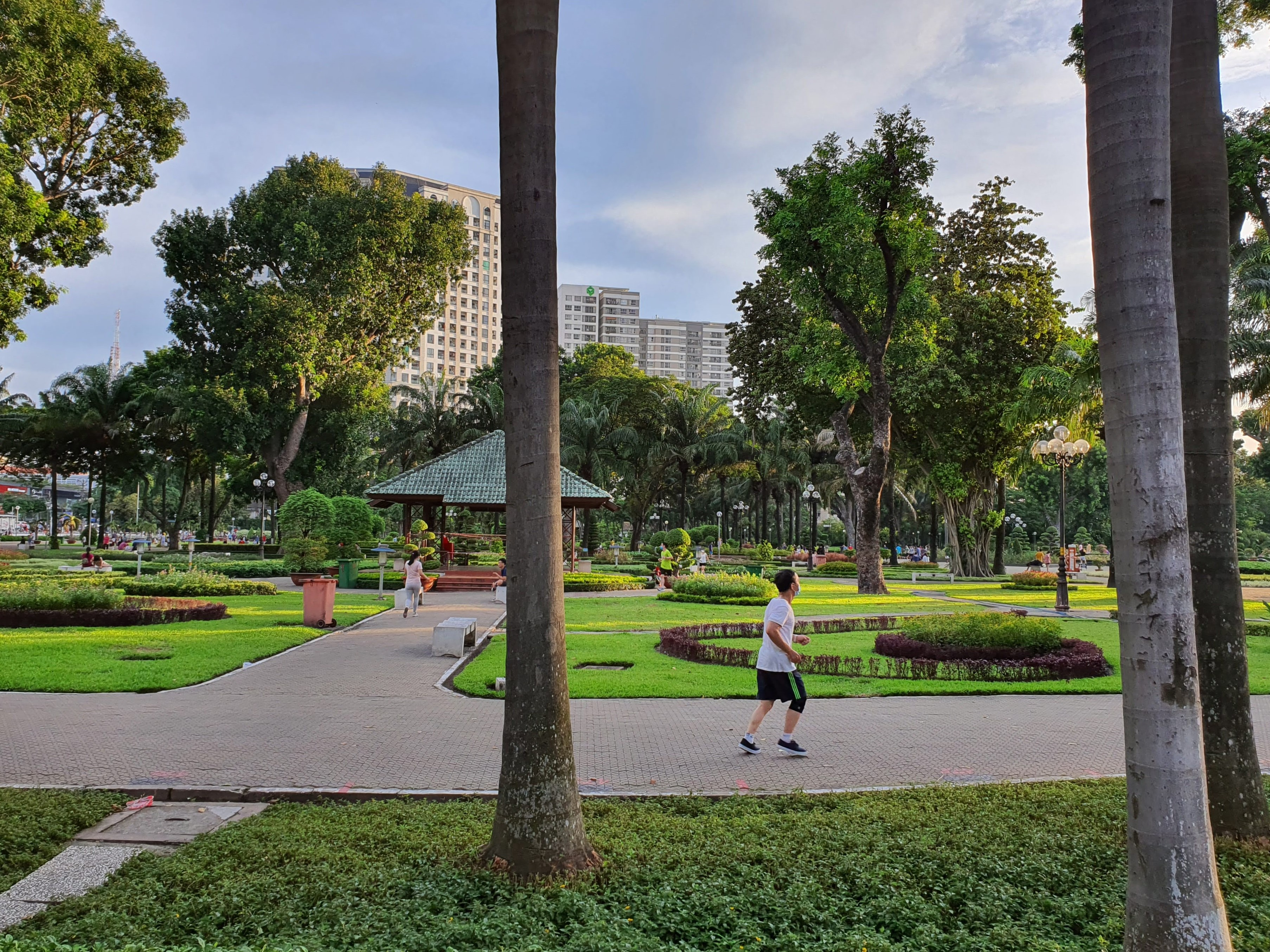
Công viên Gia Định
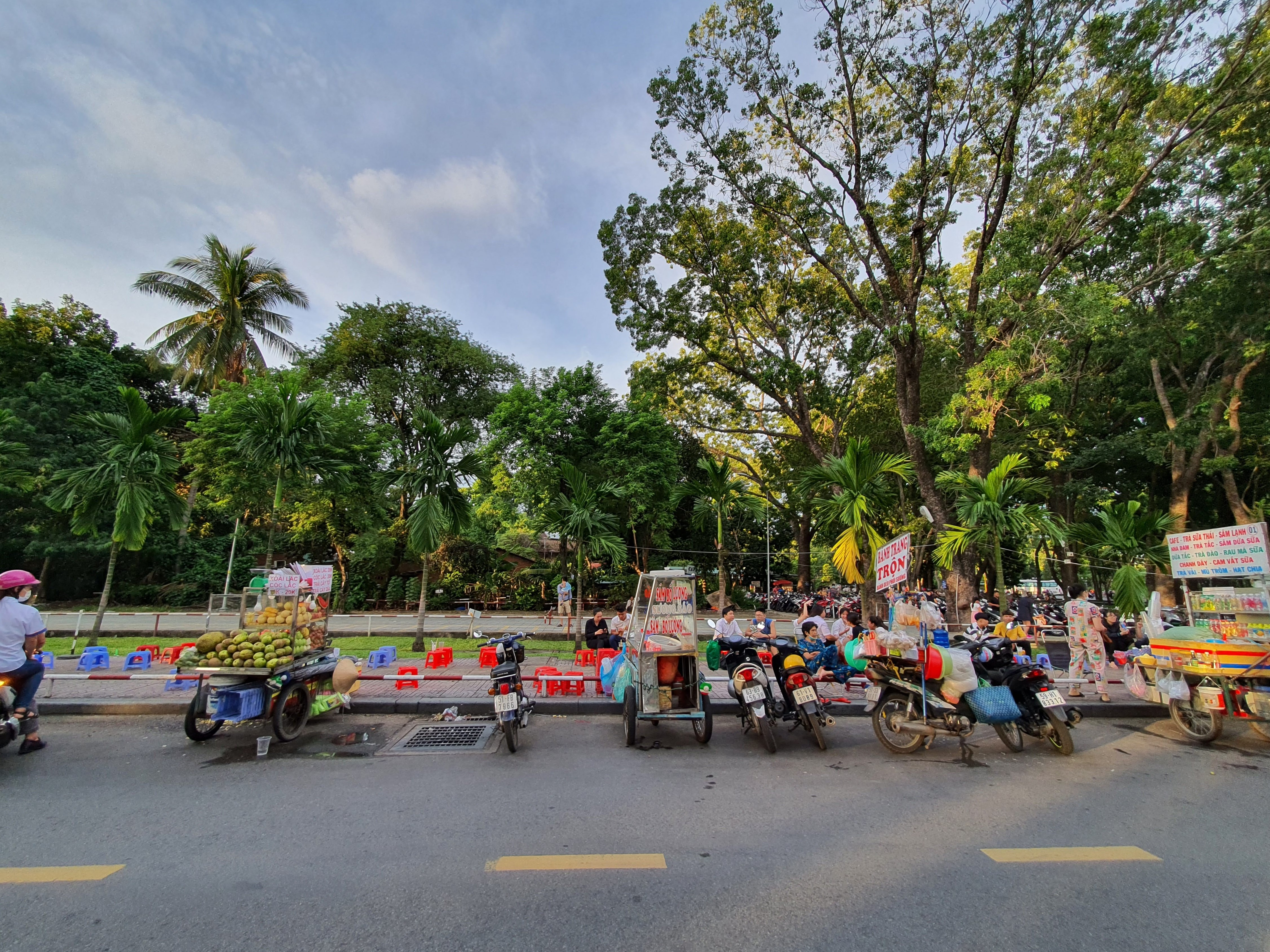
Hàng rong ở đường Đặng Văn Sâm giữa Công viên Gia Định